# Athletic & Running Club de Bruxelles
Athletic & Running Club de Bruxelles – belgijski klub piłkarski, mający siedzibę w mieście Bruksela, w stolicy kraju.

## Historia
Chronologia nazw:
- 14.06.1883: Running Club de Bruxelles
- 1888: Athletic & Running Club de Bruxelles - po fuzji z Athletic Club de Bruxelles
- 1909: klub rozwiązano

Piłkarski klub Running został założony w gminie Koekelberg stolicy Bruksela 14 czerwca 1883 roku. Powstał jako klub lekkoatletyczny, dopiero w 1896 roku została organizowana sekcja piłkarska. W 1888 połączył się z Athletic Club de Bruxelles przyjmując nazwę Athletic & Running Club de Bruxelles. Początkowo zespół grał tylko mecze towarzyskie. 1 września 1895 klub stał się jednym z 10 zespołów założycieli Belgijskiego Związku Piłki Nożnej, zwanym wtedy jako Union belge des sociétés de sports athlétiques (UBSSA). W sezonie 1896/97 debiutował w drugich mistrzostwach Belgii. W pierwszym sezonie zajął piąte miejsce, potem cztery razy był czwartym, a w 1900 i 1903 roku zdobył brązowe medale mistrzostw. W sezonie 1903/04 zajął przedostatnie 6.miejsce w grupie flamandzkiej. Sezon 1904/05 zakończył na ostatnim 11.miejscu i spadł do drugiej dywizji. Jednak potem zrezygnował z występów przez brak wystarczającej ilości zawodników, a w 1909 klub został rozwiązany.

## Sukcesy

### Trofea międzynarodowe
Nie uczestniczył w rozgrywkach europejskich (stan na 31-05-2016).

### Trofea krajowe
| \| \| Zdobyte trofea w rozgrywkach Belgii (stan na: 31-03-2017) \| |                                                           |      |                                     |
| Rozgrywki                                                          | Osiągnięcie                                               | Razy | Sezon(y)                            |
| Mistrzostwo                                                        | I miejsce                                                 | 0    |                                     |
| Mistrzostwo                                                        | II miejsce                                                | 0    |                                     |
| Mistrzostwo                                                        | III miejsce                                               | 2    | 1899/1900, 1902/03 (grupa walońska) |
| Puchar                                                             | zdobywca                                                  | 0    |                                     |
| Puchar                                                             | finalista                                                 | 0    |                                     |
| II liga                                                            | I miejsce                                                 | 0    |                                     |
| II liga                                                            | II miejsce                                                | 0    |                                     |
| II liga                                                            | III miejsce                                               | 0    |                                     |
| Belgia                                                             | Zdobyte trofea w rozgrywkach Belgii (stan na: 31-03-2017) |      |                                     |

## Stadion
Klub rozgrywał swoje mecze domowe na boisku w gminie Uccle.